# Warren (Pensilvânia)
Warren é uma cidade localizada no estado norte-americano de Pensilvânia, no Condado de Warren.

## Demografia
Segundo o censo norte-americano de 2000, a sua população era de 10.259 habitantes.
Em 2006, foi estimada uma população de 9605, um decréscimo de 654 (-6.4%).

## Geografia
De acordo com o United States Census Bureau tem uma área de
8,1 km², dos quais 7,6 km² cobertos por terra e 0,5 km² cobertos por água. Warren localiza-se a aproximadamente 369 m acima do nível do mar.

## Localidades na vizinhança
O diagrama seguinte representa as localidades num raio de 24 km ao redor de Warren.